# NF-Tanács
Az NF-Tanács (Nouvelle Fédération-Board) labdarúgó-szövetségek társulásából alakult egyesület, 2003. december 12-én alapították. Tagjai olyan szövetségek, amelyek nem tagjai a FIFA-nak: el nem ismert államok, állam nélküli népek, kisebbségek, régiók, mikronemzetek válogatottjai. Egyik megalapítója Luc Misson volt, Jean-Marc Bosman belga labdarúgó ügyvédje, aki kiharcolta a Bosman-szabályt.
Az NF-Tanács szervezte a VIVA-világbajnokságot, amelyet először Okcitániában rendeztek 2006 novemberében.
2013-tól a helyét a ConIFA vette át.

## Tagok, amelyek legalább egyVIVA-világbajnokságonrészt vettek
| - Arameans Suryoye - Dárfúr - Észak-Ciprus - Gozo - Iraki Kurdisztán - Lappföld - Okcitánia | - Nyugat-Szahara - Padánia - Provence - Raetia - Két Szicília Királysága - Zanzibár |

## További tagok
| - Tibet - Chagos-szigetek - Szomáliföld - Csecsenföld - Déli-Alsó-Szászország - Saugeais - Roma válogatott - Sealand Hercegség - Nyugat-Pápua - Dél-Maluku - Dél-Kamerun - Grönland - Kiribati - Fiumei Szabadállam - Maszáj válogatott - Húsvét-sziget - Yap - Eszperantó válogatott | - Vallónia - Casamance - Szardínia - Cilento - Skåneland - Cascadia - Frankföld - Kozák válogatott - Nyugat-Indiák - Peul válogatott - Labaj - Himalája - Székelyföld - Seborga Hercegség - Pohnpei - NFB-Európa - NFB-Afrika - Gagauzia |

## Korábbi tagok
- Monaco (2010-ben megszakította a kapcsolatot a szervezettel)